# القولنجال

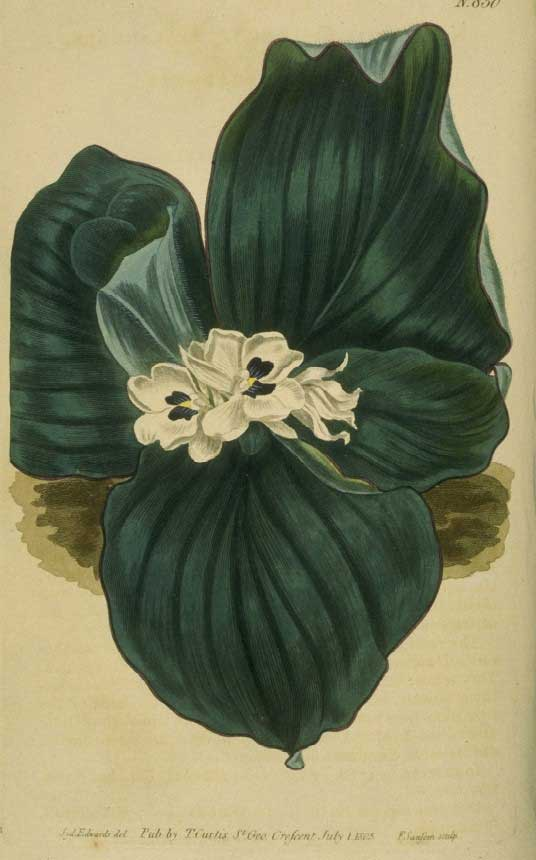
القولنجال الكمبفيري

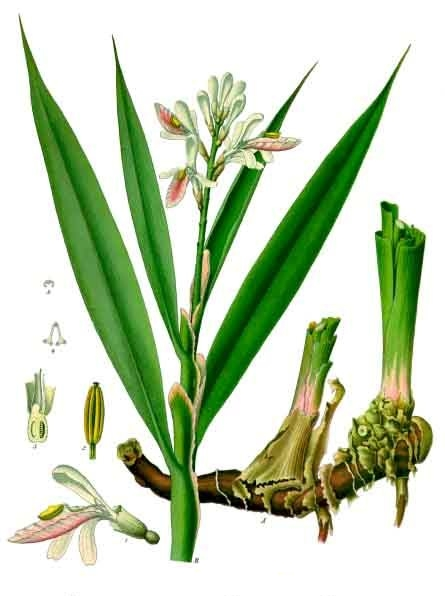
القولنجال الأدنى (القولنجال الطبي Alpinia officinarum)

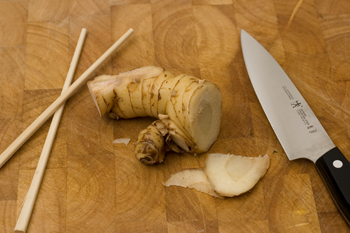
جذمور القولنجال جاهز لاستخدامه في الطهي

القولنجال (النطق/ˈɡal(ə)ŋɡal/, U.S. /ˈɡælənˌɡæl//, /ɡəˈlæŋɡəl/[بحاجة لمصدر]) هو مصطلح شائع للمفردات يشير إلى عدة أنواع من النباتات الجذرية التي هي قريبة جدا من الزنجبيل وتستخدم للتوابل. لا يتوافق هذا الاسم مع مستوى محدد للتصنيف العلمي للأنواع. وبعبارة أخرى ، هو اسم عامي له معنى غامض في علم النبات لأنه يشير إلى أنواع قليلة فقط من الأنواع المختلفة بين حوالي 400 التي تحسب جنس Alpinia ، في عائلة Zingiberaceae. 
ممكن العثور على رهيزومي الخولنجان في شرائح طازجة أو مجففة، كاملة أو مسحوق في محلات البقالة الشرقية.

## التمييز
قولنجال أو مرادفها خولنجان يقصد به في المعنى الدارج أربعة أصناف نباتية من الجذمور العطري التابع للعائلة الزنجبيلية (التي تضم الزنجبيل) وأسمائهم:
- القولنجال الأبيض Alpinia galanga  أو القولنجال الأعظم
- القولنجال الطبي alpinia officinarum ، أو القولنجال الأدنى
- بويسنبرجيا روتندا Boesenbergia rotunda ويعرف أيضا بالزنجبيل الصيني أو الجذر الإصبعي
- القولنجال الكمبفيري Kaempferia galanga, والذي يعرف أيضا بالقنقر أو القولنجال الأسود أو الزنجبيل الرملي

## الاستخدامات
العديد من جذمورات القولنجال تستخدم في المطابخ الآسيوية التقليدية كالمطبخ التايلاندي وحساء لاو توم يوم lao tom yum وحساء توم خا جاي Tom kha Gai والمطبخ الفيتنامي هيو  Huế والمطابخ الإندونيسية مثل سوتو(soto) .كما يُنَكَّه الطبق الهولندي Żołądkowa Gorzka vodka بالقولنجال. كما أنه مكون من مكونات رأس الحانوت التونسي. على الرغم من أن كل أنواع الخولنجان تشبه إلى حد كبير الزنجبيل العادي ويظهرون جميعا تشابها مع النكهة الحارة واللاذعة للزنجبيل إلا أن لكل منهم صفاته الفريدة، ليس القولنجال مرادفا للزنجبيل بل إن أي من فصائل القولنجال المذكورة مختلفة تماما في الأطباق الآسيوية التقليدية.
في علم النبات كل صنف من أصناف القولنجال يساهم في استخدامات طبية محددة.
في التجارة، يوجد القولنجال في الأسواق الآسيوية كجذمور كامل طازج، أو في صورة مقطعة ومجففة، أو كمسحوق .

## روابط خارجية
- موسوعة التوابل